# Russisches Rotes Kreuz
Das Russische Rote Kreuz (RRK bzw. PKK, russisch Российский Красный Крест Rossijski Krasny Krest) ist die nationale Rotkreuz-Gesellschaft in Russland nach den Genfer Abkommen und als solche Teil der Internationalen Rotkreuz- und Rothalbmond-Bewegung mit Hauptsitz in Moskau.

## Geschichte
Das Russische Rote Kreuz wurde auf Befehl von Kaiser Alexander II. im Jahr 1867 gegründet. Für den Aufbau der Hilfsorganisation war Großfürstin Jelisaweta Fjodorowna verantwortlich.
Im Jahr 1914 gab es in Russland 109 Krankenpflegeschulen des Russischen Roten Kreuzes. Zwischen 1914 und 1916 wurden 25.000 Barmherzige Schwestern ausgebildet. Die Gesellschaft führte 1919 in Moskau Schnellkurse für Krankenschwestern und Sanitäter durch und unterstützte psychisch kranke Soldaten.
Das Russische Rote Kreuz steht international in Verruf, das Gebot der Neutralität und Menschlichkeit zu verletzen; einer internationalen Recherche zufolge soll das Russische Rote Kreuz im Zusammenhang mit dem Russisch-Ukrainischen Krieg Spendengelder für die Beschaffung von Ausrüstung für die Streitkräfte Russlands gesammelt, jährliche Galas in einer Waffenfabrik abgehalten und mit der russischen Jugend-Militärorganisation Junarmija und einer Organisation, der vorgeworfen wird, Kinder aus der Ukraine nach Russland zu deportieren, zusammengearbeitet haben.